# Herb Międzyrzeca Podlaskiego

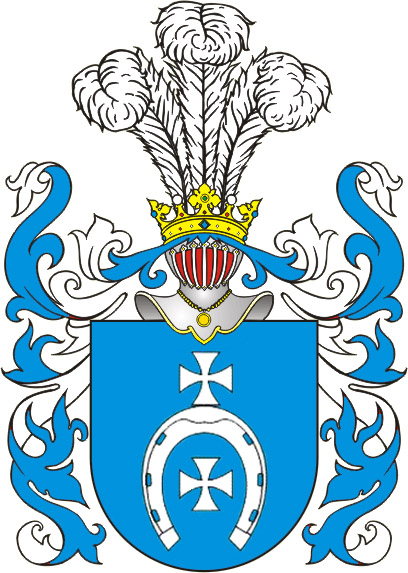
Herb Lubicz

Herb Międzyrzeca Podlaskiego – jeden z symboli miasta Międzyrzec Podlaski w postaci herbu.

## Wygląd i symbolika
Herb przedstawia srebrną podkowę barkiem do góry na polu błękitnym, z jednym krzyżem srebrnym na barku i drugim bez lewego ramienia także srebrnym w środku.

## Historia
Bardzo trudno jednoznacznie określić, czy herb ten jest herbem pierwotnym miasta i kiedy powstał. Specjaliści w tej dziedzinie nie są w stanie zająć bezspornie jednego stanowiska. Na pewno jednak jest to herb, dla którego wzorcem była pieczęć z herbem miasta odciśnięta na dokumentach miejskich z roku 1777 w „Juramencie miast” („Przysięga miast”) przechowywanym w Archiwum Głównym Akt Dawnych w Warszawie do wybuchu II wojny światowej.
Oficjalnie herb miasta zatwierdzono zarządzeniem Ministra Spraw Wewnętrznych z 21 marca 1938 roku.
W połowie XIX wieku zostały opracowane projekty herbu dla miasta Międzyrzec Podlaski przez władze Królestwa Polskiego, które znajdują się w Albumie B. Podczaszyńskiego. Należy je jednak uznać za wtórne i niemające zastosowania, zawierają one bowiem charakterystyczną próbę dostosowania wizerunku herbu miasta do jego najistotniejszej aktualnej roli.
Herb przyjęty przez radę miejską 29 marce 2019 został opracowany graficznie przez Kamila Wójcikowskiego i Roberta Fidurę.